# Burg Berge

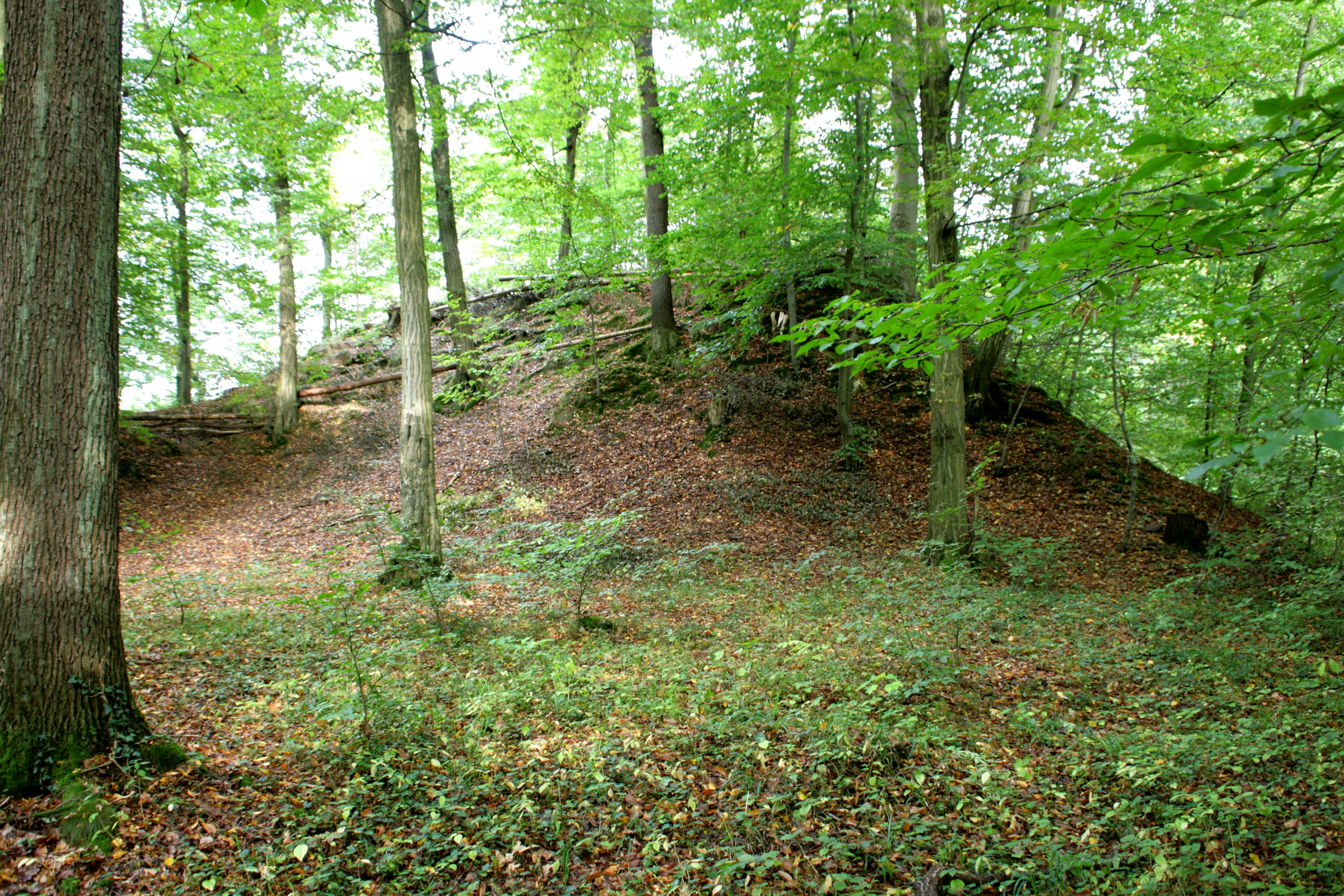
Künstlicher Hügel in der Burganlage

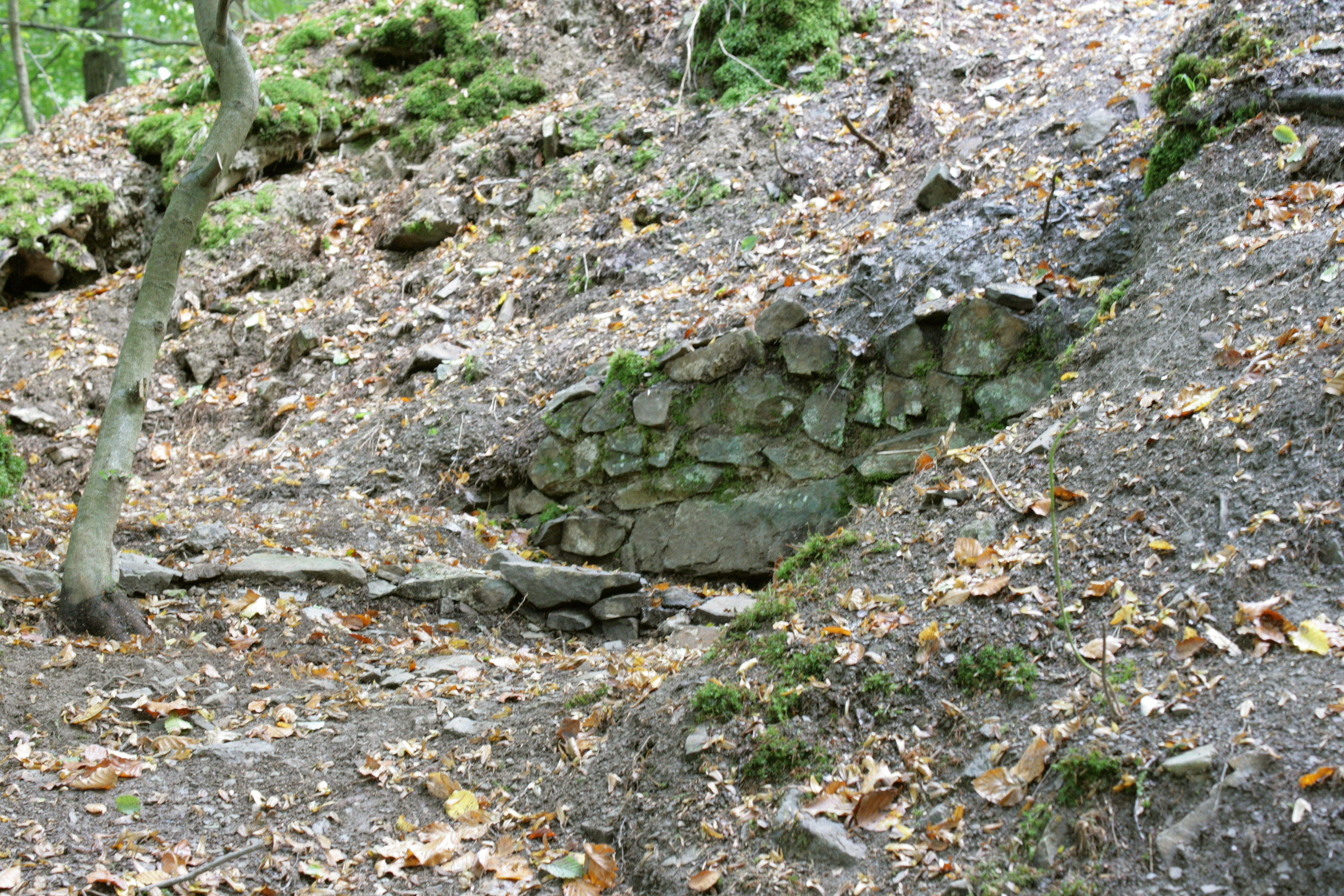
Freigelegte Bruchsteinmauer in der Flanke des künstlichen Hügels

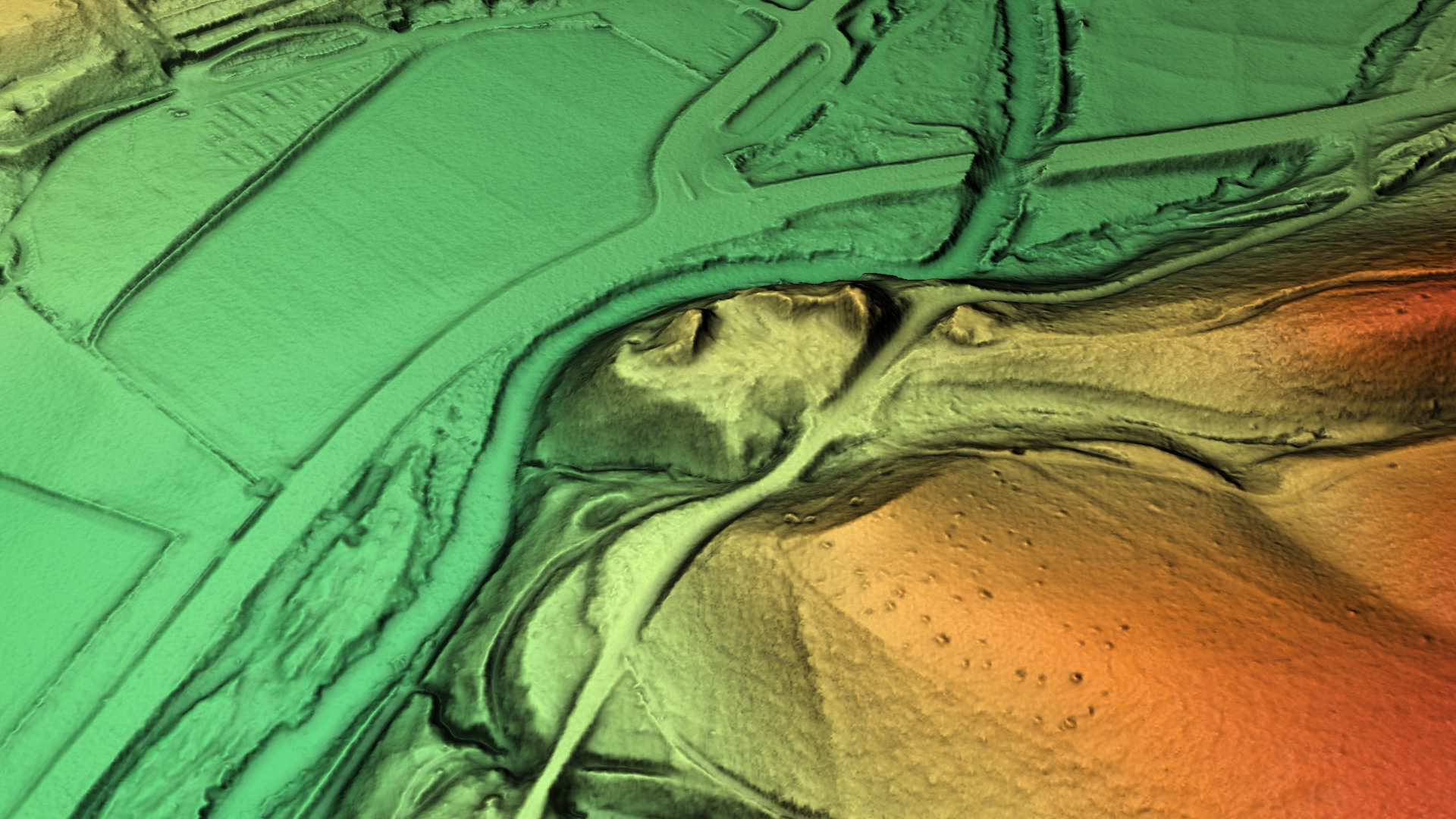
3D-Ansicht des digitalen Geländemodells

Die Burg Berge beim heutigen Odenthal-Altenberg war der erste befestigte Stammsitz des Adelsgeschlechts der Grafen (später Herzöge) von Berg. Die Überreste der Höhenburganlage befinden sich auf einem steil abfallenden Berghügel am Dhünnufer und sind heute als Bodendenkmal geschützt.

## Entstehungsgeschichte
Der Burgplatz lag im Deutzgau im Westen des Rheinisch-Bergischen Kreises im Bereich der heutigen Gemeinde Odenthal. Der von älteren Historikern angegebene Keldachgau als Lage der Burg trifft nach aktueller Ansicht nicht zu, da dieser Gau nur linksrheinische Gebiete umfasste. Die Burg Berge, von der heute nur noch Reste erkennbar sind, wurde vermutlich um das Jahr 1060 errichtet. Sie wurde vom Vater des später zum Grafen ernannten Adolf von Berg errichtet, Das Geschlecht führte ab 1080 den Beinamen „de Berge“ (latinisiert „de monte“). 1133 zogen die Grafen von Berg auf ihre ab 1118 neu angelegte Burg Neuenberge (später dann Schloss Burg genannt) in Burg an der Wupper.
Graf Adolf II. begann 1133 am Ort der zuvor teilweise abgebrochenen Burg in Übereinstimmung mit seinem frommen Bruder Eberhard schon im gleichen Jahr mit dem Bau des „Klosters zum alten Berge“ (in anderen Quellen: „Monasterium Sanctae Mariae de Berge“) für eine Delegation von zwölf Mönchen aus dem Zisterzienserkloster Morimond in Brabant-Burgund. Bis zur geplanten Fertigstellung residierten diese unter Führung des Abtes Berno in den Resten der alten Stammburg. Im Zuge ihrer Umbaumaßnahmen erweiterten sie das Plateau auf die doppelte Fläche durch Aufschüttung am südlichen Hang.
Kurze Zeit darauf wurde aber der Klosterbau gestoppt und in das Tal verlegt. Der Grund waren die besseren Voraussetzungen am Fluss Dhünn für die Einhaltung der zisterziensischen Bau- und Lebensvorschriften. 1145 wurde das neue Kloster Altenberg, für das Material aus der alten Feste gebrochen wurde, schließlich insoweit fertiggestellt, als in diesem Jahr die erste Klosterkirche geweiht wurde. Von der alten Burganlage blieben die beiden Felshügel, auf welchen jeweils ein Gebäude stand, und einige wenige Mauerreste.

## Beschreibung der Burg Berge
Eine Beschreibung in den Jahrbüchern des Vereins von Alterthumsfreunden des Rheinlands überliefert den Zustand der Burganlage 1879:

„In der Pfarrei Odenthal, Kreis Mülheim, findet sich östlich von der früheren Abtei Altenberg, eine unter dem Namen ‚Erbericher alte Burg‘ bekannte altdeutsche Befestigung auf einem bewaldeten Berge unweit des Dünnbachs. Wir sehen hier zuerst einen Graben, teilweise zerstört, mit dahinter liegendem Walle, vom nördlichen Abhange des Berges über seine Fläche bis zum Rande des südlichen gezogen. Hundert Schritte weiter findet sich ein ähnlicher, welcher 96 Schritte lang ist, und 90 Schritte weiter finden wir einen andern von 112 Schritten Länge. Unmittelbar hinter diesem ziehen sich zwei Gräben und zwei Wälle hin.“

Die Beschreibung von Kombüschen und seine Vermutung von Gräbern sind nicht nachvollziehbar. Hier wird die Burg Erberich beschrieben, diese liegt südwestlich von Altenberg. Die Alde Borch – Aldborch – Aldenborch – Burg Berge liegt ebenfalls südwestlich von Altenberg.

## Ausgrabungen 1981
1981 fand eine archäologische Untersuchung des Geländes statt, die den Nachweis für den Standort der Burg Berge und einen ungefähren Plan der ehemaligen Bebauung erbrachte. Danach läuft die unbefestigte Straße entlang der Burg durch den ehemaligen Burggraben, der so bei der Anlage der Straße zerstört wurde. Das Plateau auf dem Burgberg stellt den ehemaligen Burghof dar, die Erhebung aus natürlich gewachsenem Fels diente vermutlich als Fundament des Haupthauses. Interessant ist die größte Erhebung auf dem Burggelände: ein künstlicher Hügel, wohl nach dem sich die Grafen „von Berge“ nannten und nach dem nun das Bergische Land benannt ist.
Da sowohl die Grafen von Berg als auch die Zisterzienser die Burg geplant räumten, wurden große und kostbare Fundstücke bei der Grabung nicht erwartet und auch nicht gefunden. In ehemaligen Abfallhaufen an den steilen Flanken des Burgberges konnten aber neben vielen Scherben und Küchenabfällen auch einige interessante Stücke gesichert werden. Hierzu gehören unter anderem ein Spielwürfel aus Tierknochen, ein Spielstein aus Bein, ein vergoldeter zweiteiliger Anhänger (möglicherweise von einem Pferdegeschirr) und ein paar Münzen. Aus Italien stammende Fliesen und Blei aus Bleiverglasungen zeugen von einem gewissen Reichtum der Grafen.

## Derzeitiger Zustand

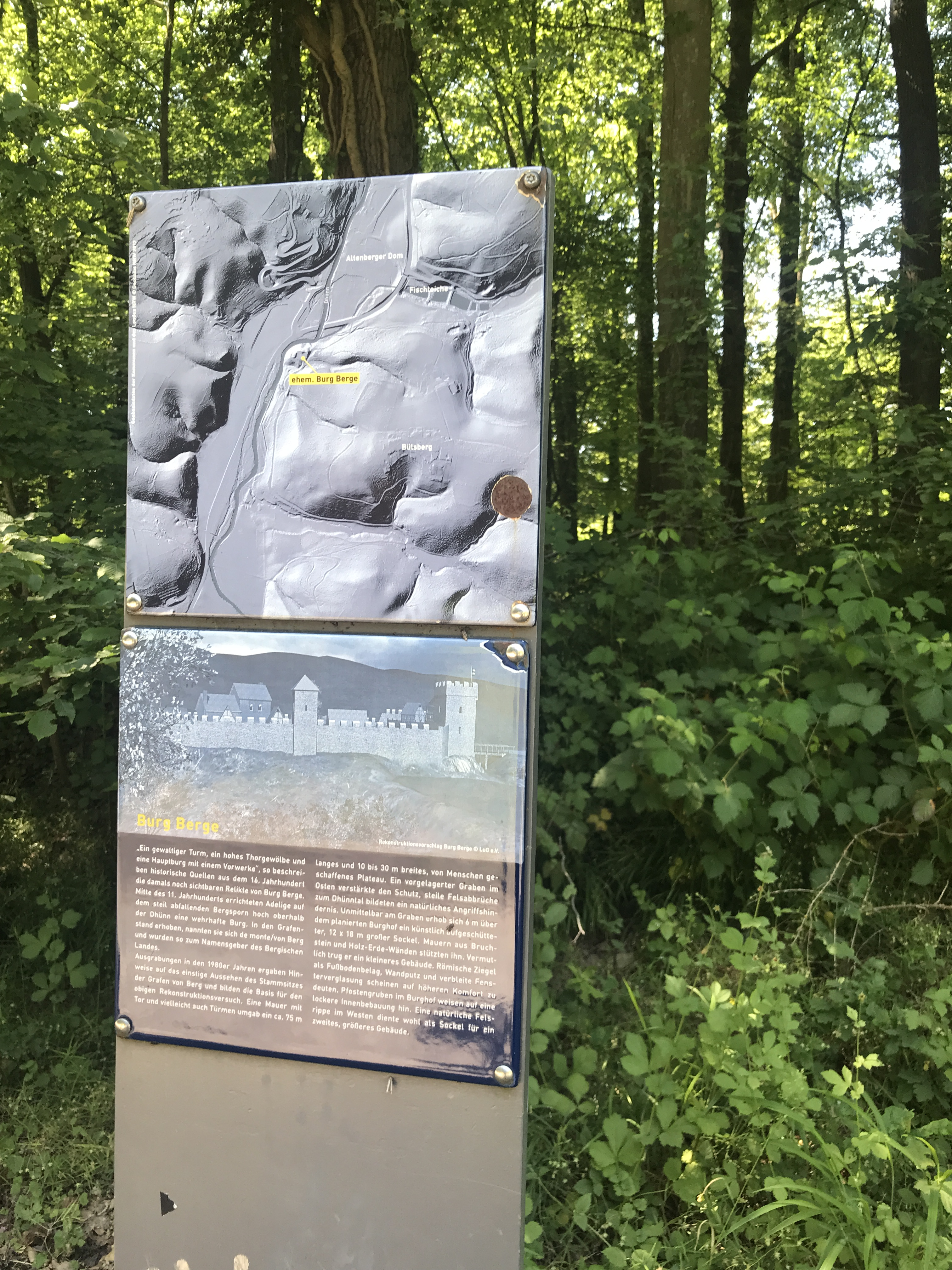
Info-Schild am Wegesrand, Stand 2023

Die oberirdisch erhaltenen Reste der Burg sind gering und nur undeutlich erkennbar. Es handelt sich dabei um alte Bruchsteinmauern mit jedoch noch erkennbaren Mörtelresten. Versuchte Raubgrabungen machten offensichtlich, dass unterirdisch noch die Außenmauern der Burg vorhanden sind und der künstliche Hügel als höchste Erhebung auf dem Burggelände einen gemauerten Untergrund besitzt.

## Bodendenkmal
Die Burg Berge wurde als Bodendenkmal Nr. 4 in die Liste der Bodendenkmäler in Odenthal eingetragen.